# Młynówka (dopływ Osy)
Młynówka (Młyńska Struga) – struga, prawostronny dopływ Osy o długości 9,12 km. 
Struga płynie w województwie warmińsko-mazurskim, w powiecie nowomiejskim. Rozpoczyna swój bieg w miejscowości Piotrowice, wypływając z przepływowego Jeziora Trupel, jeszcze w tej samej miejscowości przepływa przez jezioro Piotrowickie. Następnie przepływa przez Słupnicę i w Babalicach uchodzi do Osy.